# 閩南語辭書
閩南語辭書是一系列以閩南語為編纂對象的字典或辭典類書籍。這類書籍以中國明清的十五音音韻書為濫觴。至19世紀中後葉至20初，傳教士為接觸東方文明與傳教需求，曾出版為數可觀且流傳久遠的羅馬化字辭典。戰後，以各式羅馬字及方音符號等拼音註記的辭書百花齊放。此外，台灣曾歷經日治時期，日本官方學者有系統地以台灣語假名研究並編撰辭書，佔有相當的數量。縱觀閩南語辭書的發展，數量相當龐大，也成為學界研究的對象。

## 辭書

### 十五音
- 《彙音妙悟》
- 《增補彙音》
- 《拍掌知音》
- 《閩南語十五音》
- 《彙集雅俗通十五音》
- 《彙集雅俗通十五音全本》
- 《烏字十五音》
- 《渡江書十五音》
- 《八音定訣》
- 《彙音寶鑑》，沈富進，1954年。

### 羅馬字
- 《福建方言辭典》，麥都思，1832年。
- 《翻譯英華廈腔語彙》，羅啻，1859年。
- 《廈英大辭典》，杜嘉德，1873年。
- 《英廈辭典》，麥嘉湖，1883年。
- 《廈荷大辭典》，赫萊斯、佛蘭根，1882年。
- 《荷華文語類參》，施萊格，1886年。
- 《中西辭典》，馬偕，1891年。
- 《廈門音个字典》，打馬字，1894年。
- 《廈門音新字典》，甘為霖，1913年。

### 台灣語假名
- 《日臺新辭典》，杉房之助，1904年。
- 《日臺大辭典》，小川尚義，1907年。
- 《臺日新辭書》，東方孝義，1931年。
- 《臺日大辭典》，小川尚義，1932年。

### 方音符號
- 《台華雙語辭典》，楊青矗，1992年。
- 《國臺對照活用辭典》，吳守禮，2000年。

## 研究

### 專著
- 洪惟仁, , 武陵出版, 1993
- 洪惟仁, , 國立中央圖書館台灣分館, 1996

### 文獻
- 洪惟仁, , 《國文天地》, 1991
- 張屏生,  (PDF), 台灣語言學一百周年國際學術研討會, 2007, （原始内容存档 (PDF)于2019-11-03）

#### 十五音
- 洪惟仁, , 《台灣風物》, 1990
- 洪惟仁, , 《第二屆閩方言研討會論文集》 (暨南大學), 1992
- , 台灣分館館藏與台灣史研究研討會論文 (國立中央圖書館台灣分館), 1993

#### 羅馬字
- 洪惟仁, , 《台灣風物》, 1991
- 洪惟仁, , 《臺灣文獻》, 1991
- 洪惟仁, , 《台灣文獻》, 1992
- 賴淑玲, , 臺東大學, 2008-01-01
- 陈榕烽, , 《湖南科技學院學報》31卷10期, 2010-10-01
- 马睿颖, , 《福建师范大学学报：哲学社会科学版》 (福建师范大学外国语学院), 2011, （原始内容存档于2019-07-13）
- 杜晓萍, , 《东南学术》2014年第3期 (华侨大学文学院), 2014, （原始内容存档于2019-07-13）
- 苏精, , 《中国出版史研究》2016年03期, （原始内容存档于2019-07-13）

#### 台灣語假名
- 曾若涵, , 《台灣學誌》9期, 2014-04-01
- 王順隆, , 國立臺灣圖書館

## 外部連結
- Dictionaries of the Taiwanese language and related dialects - Tailingua （页面存档备份，存于）